# Elly Lieber
Elly Lieber (ur. 7 października 1932 w Bad Aussee, zm. 1 sierpnia 2020 tamże) – austriacka saneczkarka, mistrzyni świata i Europy.
Na mistrzostwach świata wywalczyła jeden medal. W 1959 odniosła największy sukces w karierze zostając mistrzynią świata w jedynkach. W swoim dorobku ma również złoto mistrzostw Europy wywalczone w 1956.